# Лорка Планес, Хосе Мануэль
Хосе Мануэль Лорка Планес (исп. José Manuel Lorca Planes, 18 октября 1949, Эспинардо, Мурсия, Испания) — испанский прелат. Епископ Теруэля и Альбаррасины с 15 января 2004 по 18 июля 2009. Епископ Картахены с 18 июля 2009.

## Биография
Хосе Мануэль Лорка Планес родился 18 октября 1949 года в городе Мурсия, Испания. После окончания духовной семинарии в Мурсии Хосе Мануэль Лорка Планес обучался в Гранадском университете, где защитил лицензиат по богословию. 29 июня 1975 года был рукоположён в священника. Работал в различных католических приходах, одновременно занимаясь преподавательской и профессорской деятельностью в различных светских и религиозных учебных заведениях.
15 января 2004 года Римский папа Иоанн Павел II назначил Хосе Мануэля Лорка Планеса епископом епархии Теруэля и Альбаррасина. 6 марта 2004 года был рукоположён в епископа.
18 июля 2009 года Хосе Мануэль Лорка Планес был назначен епископом Картахены. Вступил в должность 1 августа 2009 года, одновременно до июля 2010 года исполнял должность апостольского администратора епархии Теруэля и Альбаррасина.